# Agriculture en Australie

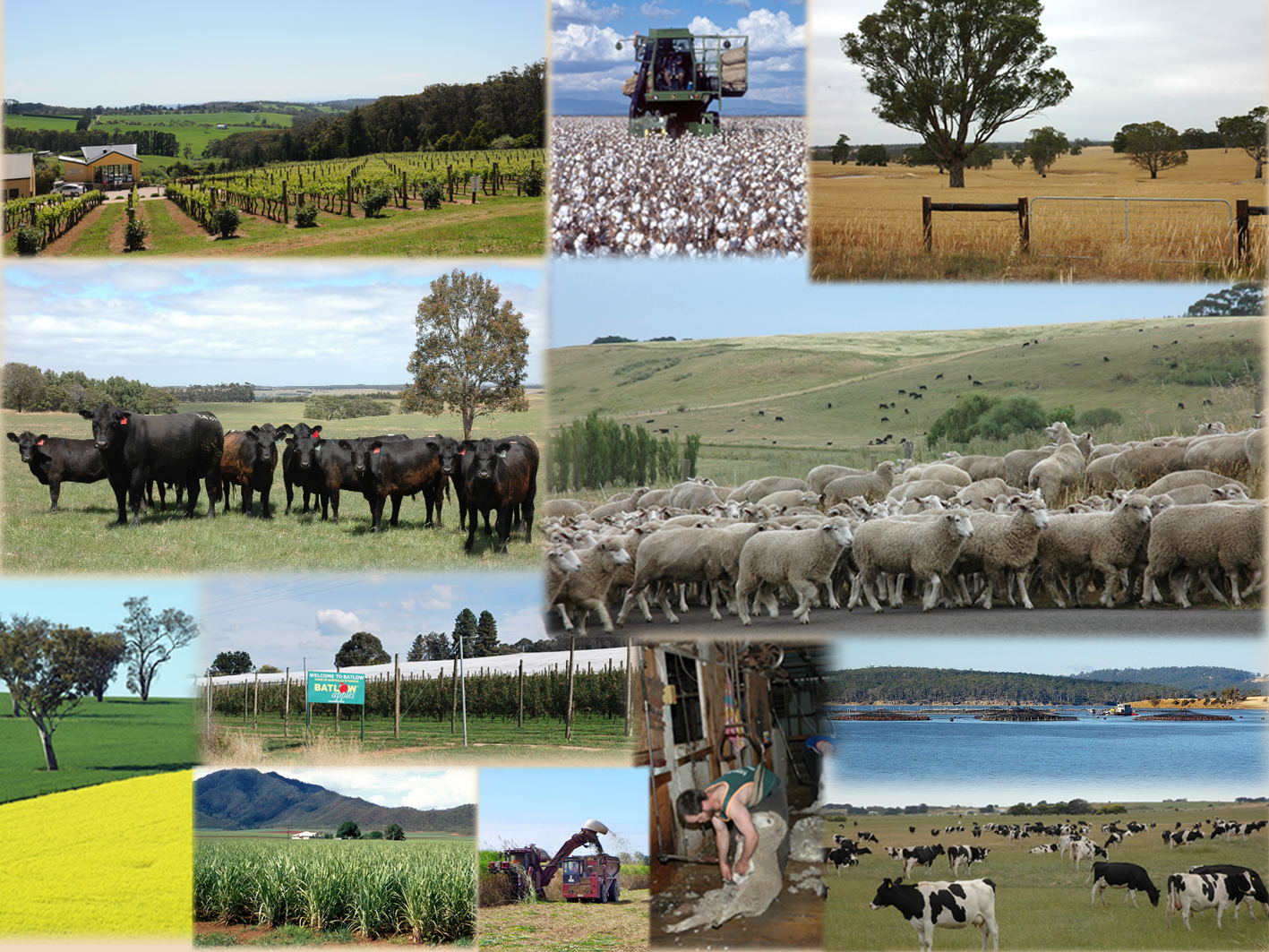
Principales productions agricoles d'Australie.

L'agriculture est un secteur important de l'économie de l'Australie, tant historiquement que dans la structure de son commerce extérieur.
Le secteur agriculture-forêts-pêche emploie 325 300 personnes  (chiffres de février 2015). Il représente environ 2,4 % du PNB et 18 % des exportations du pays en 2013-2014 (près de 80 % dans les années 1950, ce pourcentage ayant fortement chuté avec la montée en puissance de l'exploitation minière).
L'Australie développe un large éventail de productions végétales et animales. 70 % environ de la production est exportée, ce qui fait de l'Australie l'un des principaux opérateurs du commerce mondial des produits agricoles.
Le pays est également un ardent partisan de la libéralisation des marchés agricoles mondiaux, et est l'un des membres fondateurs du Groupe de Cairns : ses subventions agricoles sont parmi les plus faibles du monde développé, même si un soutien substantiel est accordé lors de situations "exceptionnelles" (essentiellement lors de sécheresses).
Les principaux défis pour les années à venir résident dans la mise en place d'une gestion durable des ressources en eau, dans la lutte contre la salinisation des terres, et la décision de cultiver ou pas des OGM.

## Production
Les principaux produits agricoles de l'Australie sont des cultures très contrastées: la canne à sucre (typique des pays tropicaux), le blé et l'orge (typique des pays froids). En 2018, l'Australie était le premier producteur mondial de tramousse (714 000 tonnes), le deuxième producteur mondial de pois chiches (1 million de tonnes), le 4e producteur mondial d'orge (9,2 millions de tonnes) et avoine (1,2 million de tonnes), le 5e producteur de colza (3,9 millions de tonnes), le 9e producteur de canne à sucre (33,5 millions de tonnes) et blé (20,9 millions de tonnes) et 13e producteur mondial de raisin (1,66 million de tonnes). La même année, le pays a également produit 1,2 million de tonnes de sorgho, 1,1 million de tonnes de pomme de terre, en plus de petites productions d'autres produits agricoles, tels que riz (635 000 tonnes), maïs (387 mille tonnes), tomate (386 mille tonnes),  orange (378 mille tonnes), fèves (377 mille tonnes), banane (373 000 tonnes), pois (317 000 tonnes), carotte (284 000 tonnes), oignon (278 000 tonnes), pomme (268 000 tonnes), lentille (255 000 tonnes), melon (224 000 tonnes), pastèque (181 000 tonnes), mandarine (138 000 tonnes) etc. 

## Histoire de l'agriculture australienne

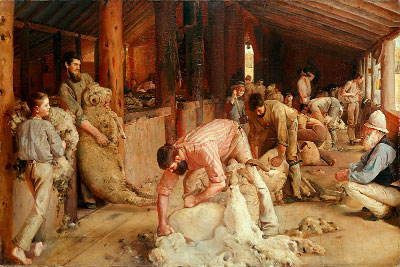
La tonte des moutons, tableau de Tom Roberts 1888-1890.

Les peuples aborigènes ne pratiquaient pas l'agriculture et étaient des nomades se nourrissant du produit de la chasse et de la cueillette,,,,.
Tout de suite après la colonisation européenne du continent, l'industrie de la laine a été la première des entreprises agricoles à se développer à grande échelle en Australie. La laine était d'une importance capitale pour l'économie australienne, à tel point que l'expression « l'Australie avance sur le dos de ses moutons » fait encore partie du langage vernaculaire australien. 
Cette activité est connue jusqu'en France. En 1879, le capitaine Gustave Kanappe écrit ainsi à sa femme : « Le 13 janvier nous arriverons à Melbourne, pays dont tu vois souvent le nom en 4e page de l'Echo du commerce, à l'article « laines ». ». 
La production de laine est moins cruciale aujourd'hui pour l'économie australienne qu'autrefois, l'industrie lainière a vu diminuer de manière significative son chiffre d'affaires dans les années 1990 en raison de la faiblesse des prix mondiaux et de la concurrence des fibres synthétiques. 

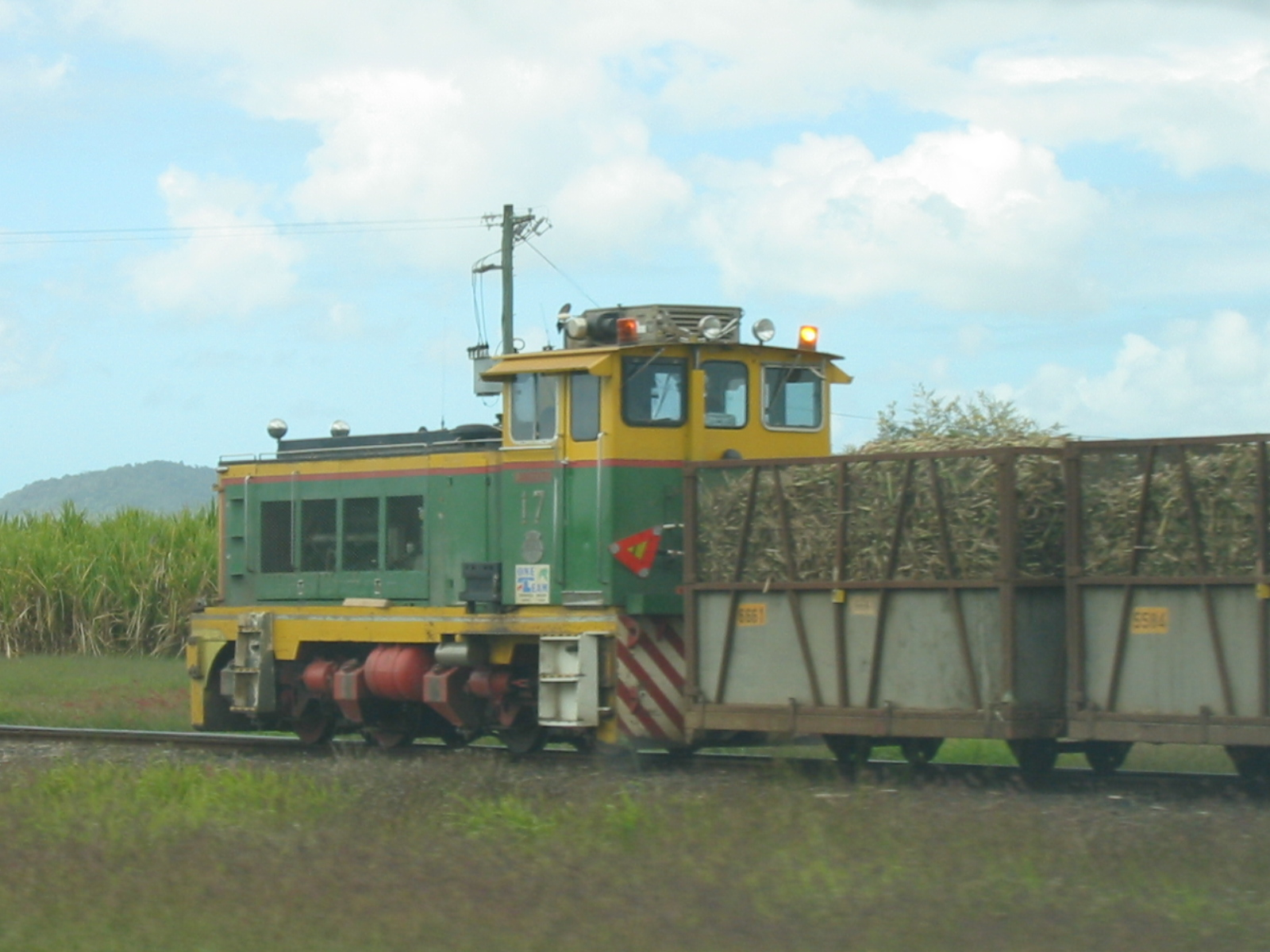
Transport de la canne à sucre dans le nord du Queensland.

Dans les années 1860, on a commencé à cultiver la canne à sucre avec succès dans les plantations du Queensland. Une sucrerie a été ouverte à Ormiston, près de Cleveland, dans la banlieue de Brisbane, par le capitaine Louis Hope. Alors que l'industrie sucrière se développait le long des zones côtières du Queensland et du nord de la Nouvelle-Galles du Sud, la croissance fut limitée dans les années 1880 par les hauts salaires de la main-d'œuvre agricole. Pour surmonter le problème, des "contrats de travail" à bon marché ont été passés avec les habitants des îles du Pacifique Sud. Entre 1863 et 1904, plus de 60 000 Kanaks sont venus au Queensland pour travailler dans les plantations de cannes à sucre, certains illégalement par le biais d'un processus connu sous le nom de « blackbirding ». Les Européens attiraient des insulaires sur leurs navires sous prétexte de faire du commerce avec eux, mais ils étaient enlevés et envoyés en Australie où ils étaient forcés de travailler dans les plantations.
Un contrôle fut mis en place à la fin des années 1880 pour vérifier l'emploi des Kanaks, et en 1908, la plupart d'entre eux étaient déjà repartis. La mécanisation de la culture a commencé dans les années 1950 et 100 % de la canne était récolté mécaniquement en 1979. L'Australie est le troisième pays exportateur au monde de sucre, mais la baisse des prix mondiaux et les restrictions sur le commerce international du sucre, ont provoqué momentanément une baisse des revenus. 
L'exportation de viande de mouton au Royaume-Uni a commencé avec l'avènement de la réfrigération. L'existence de ces marchés d'exportation ont provoqué l'expansion de la production de viande et les accords d'Ottawa de 1932 ont accordé un accès préférentiel pour l'Australie aux marchés britanniques. Lorsque cette entente a pris fin dans les années 1960, le marché s'est déplacé vers les États-Unis, le Japon, l'URSS et le Moyen-Orient. 
La culture céréalière à grande échelle fut encouragée à partir de 1901, lorsque les États australiens ont constitué la Fédération australienne. Entre 1901 et la Première Guerre mondiale, la superficie cultivée en blé avait doublé de taille. Au début de la Seconde Guerre mondiale, l'Australian Wheat Board (AWB) a été créé pour stabiliser les prix et satisfaire la demande durant la période de guerre. L'AWB a été autorisé à contrôler l'intégralité du marché national pendant 40 ans. La sécurité d'un prix fixe, l'amélioration des sols, l'apparition de variétés résistantes à la maladie et l'amélioration des techniques de culture ont conduit à une nouvelle expansion des surfaces cultivées. L'accroissement de la mécanisation a entraîné une augmentation de la productivité, ce qui a fait du blé la céréale la plus cultivée en Australie. Le prix du blé sur le marché intérieur a été déréglementé en 1989. 
Jusqu'à la fin des années 1950, les produits agricoles représentaient plus de 80 % de la valeur des exportations de l'Australie. Depuis lors, cette proportion a diminué sensiblement car l'économie australienne est devenue de plus en plus diversifiée. La quantité et la valeur de la production ont augmenté dans les industries extractives, les produits de transformation et, au cours des dernières années, le secteur des services.

## Principales productions agricoles
L'Australie développe une grande variété de produits agricoles tant pour la consommation intérieure que pour l'exportation. Les dix principaux produits agricoles sont classés dans le tableau ci-dessous en fonction de leur valeur en millions de dollars australiens.
| Année    | 2001-02 | 2002-03 | 2003-04 | 2004-05 | 2005-06(estimation) | 2014-2015 |
| -------- | ------- | ------- | ------- | ------- | ------------------- | --------- |
| Bovins   | 6 617   | 5 849   | 6 345   | 7 331   | 7 082               | 11 530    |
| Blé      | 6 356   | 2 692   | 5 636   | 4 320   | 5 905               | 7 124     |
| Lait     | 3 717   | 2 795   | 2 808   | 3 194   | 3 268               | 4 722     |
| Fruits   | 2 333   | 2 408   | 2 350   | 2 640   | 2 795               | 3 512     |
| Légumes  | 2 269   | 2 126   | 2 356   | 2 490   | 2 601               | 3 350     |
| Moutons  | 1 181   | 1 161   | 1 318   | 1 327   | 1 425               | 3 296     |
| Laine    | 2 713   | 3 318   | 2 397   | 2 196   | 2 187               | 2 675     |
| Volaille | 1 175   | 1 273   | 1 264   | 1 358   | 1 416               | 2 610     |
| Orge     | 1 725   | 984     | 1 750   | 1 240   | 1 744               | 2 417     |
| Sucre    | 989     | 1 019   | 854     | 968     | 1 037               | 1 304     |

### Cultures de plein champ

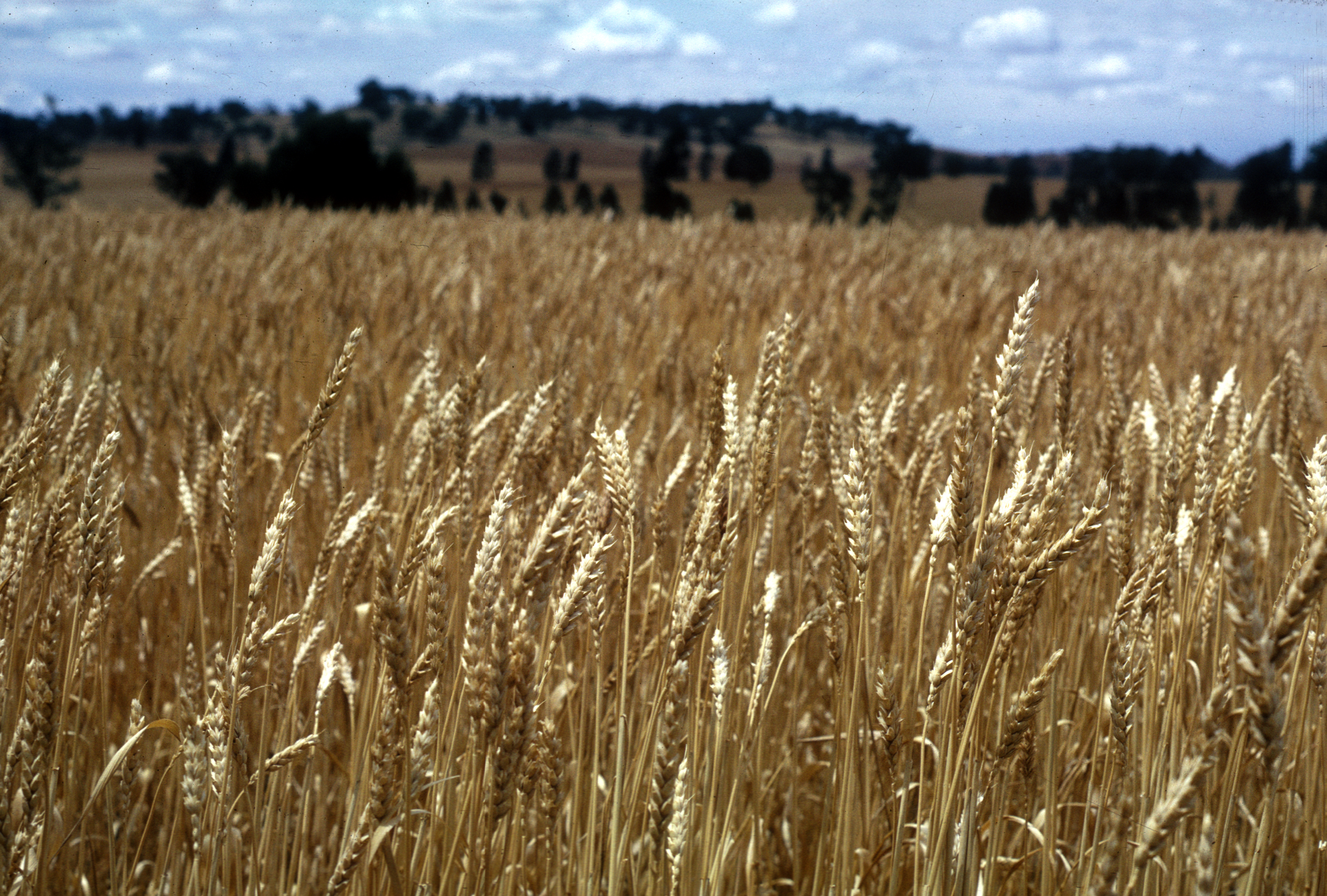
Champ de blé.

Les céréales, les oléagineux et les légumineuses sont cultivés en grande quantité en Australie tant pour la consommation humaine que pour l'alimentation du bétail. Le coton et la canne à sucre sont les autres cultures industrielles importantes. Le tableau ci-dessous donne les productions en milliers de tonnes (moyenne de cinq campagnes agricoles : 2001-02 à 2005-06) pour les principales cultures :
| Production (en kilotonnes) | Nouvelle-Galles du Sud | Victoria | Queensland | Australie-Occidentale | Australie-Méridionale | Tasmanie | Total |
| -------------------------- | ---------------------- | -------- | ---------- | --------------------- | --------------------- | -------- | ----- |
| Blé                        | 6714                   | 2173     | 1301       | 6959                  | 3382                  | 23       | 20552 |
| Orge                       | 1070                   | 1173     | 202        | 1511                  | 2000                  | 25       | 5981  |
| Sorgho                     | 739                    | 3        | 1140       | 3                     | 0                     | 0        | 1885  |
| Coton (graine de)          | 663                    | 0        | 1140       | 3                     | 0                     | 0        | 1806  |
| Colza                      | 637                    | 312      | 1          | 530                   | 225                   | 1        | 1706  |
| Avoine                     | 360                    | 420      | 7          | 588                   | 137                   | 8        | 1520  |
| Lupin                      | 140                    | 30       | 0          | 1050                  | 103                   | 0        | 1323  |
| Pois                       | 20                     | 166      | 0          | 47                    | 190                   | 1        | 424   |
| Maïs                       | 190                    | 8        | 171        | 6                     | 0                     | 0        | 375   |
| Pois chiches               | 86                     | 20       | 56         | 29                    | 5                     | 0        | 196   |
| Lentilles                  | 2                      | 68       | 0          | 2                     | 56                    | 0        | 128   |
| Fève                       | 42                     | 68       | 1          | 0                     | 14                    | 0        | 125   |
| Tournesol                  | 46                     | 0        | 65         | 0                     | 0                     | 0        | 111   |

#### Céréales

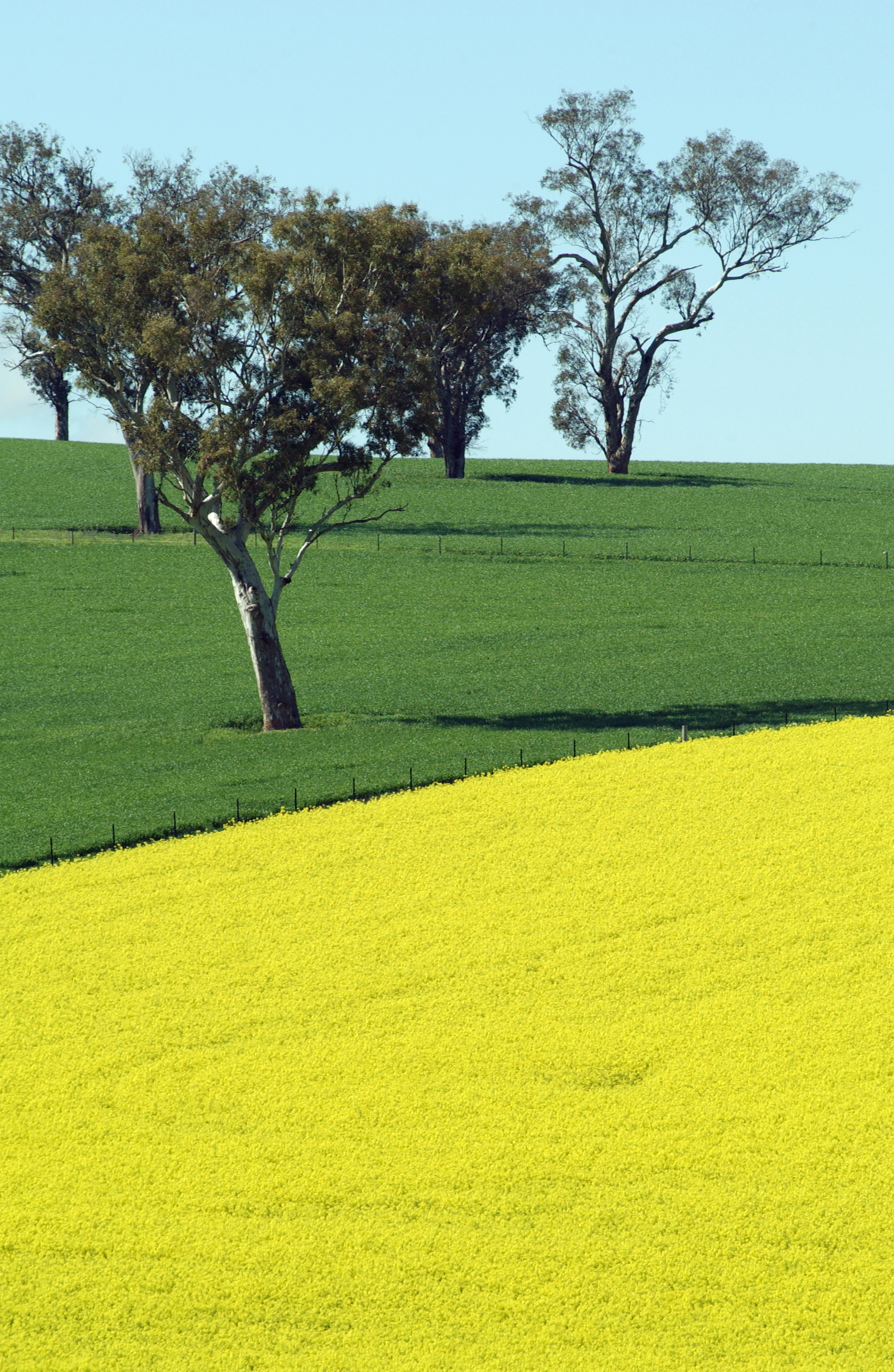
Blé et colza - Nouvelle-Galles du sud.

Le blé est la céréale la plus cultivée dans le pays. En 2014-2015, pour une surface emblavée de 13,8 millions d'ha, la production s'est élevée à 23,6 millions de tonnes, en recul de 12 % par rapport à la campagne précédente (26,9 Mt) en raison de la sécheresse qui a sévi dans l'est du pays. Ceci situe l'Australie au neuvième rang mondial des pays producteurs. 70 % environ de cette production est exportée, essentiellement vers les pays asiatiques, Chine, Corée du sud, Indonésie, Japon. En 2014-2015, les exportations ont été de 17,1 millions de tonnes, ce qui place l'Australie au cinquième rang mondial.
La production d'orge est également importante : 3,8 millions d'ha ont produit 8 millions de tonnes pour la campagne 2014-2015. Les exportations sont très élevées avec 5,6 millions de tonnes. L'Australie est le premier fournisseur de la Chine en orge brassicole.
La production de maïs est beaucoup plus faible en raison des exigences en eau de cette culture.

#### Oléagineux
Le colza est la principale culture oléagineuse. La production de colza en 2014-2015 a été de 3,54 millions de tonnes.

#### Coton

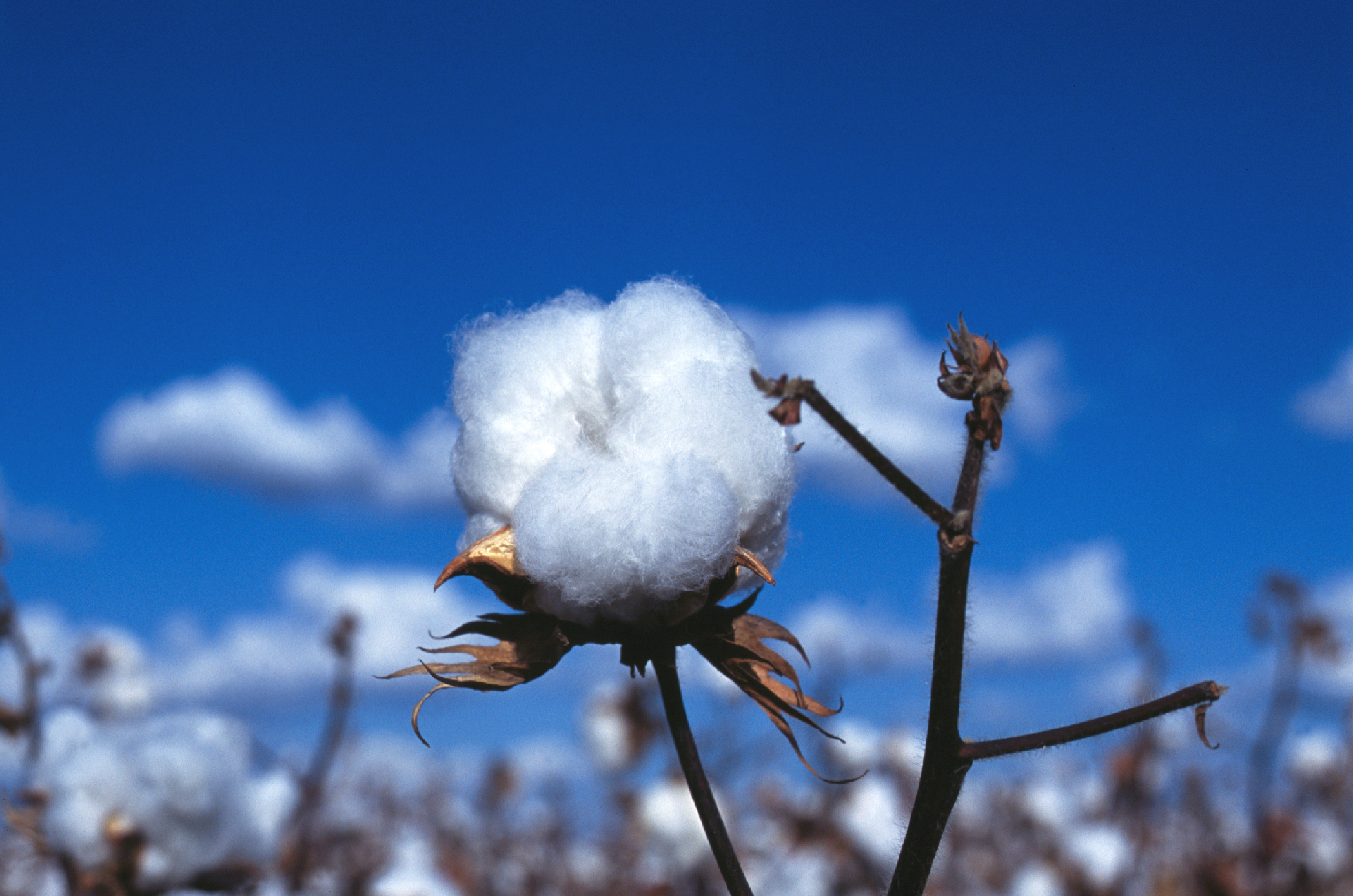
Coton (Nouvelle-Galles du sud).

La production de coton varie fortement selon les conditions climatiques. En cinq ans (2010 à 2014), la production moyenne de coton graine a été de 667 000 tonnes, avec une production de 352 000 tonnes pour l'année la plus défavorable (2010) et de 873 000 tonnes pour la meilleure année (2012). L'Australie est le septième producteur mondial, mais le troisième exportateur dans la mesure où 90 % de la production est exportée. Le coton australien est réputé pour la finesse de ses fibres. La culture de coton est pratiquée essentiellement dans le Queensland et en Nouvelle-Galles-du-Sud. Elle est le fait de très grandes exploitations, certaines de plus de 1 000 ha.

#### Canne à sucre

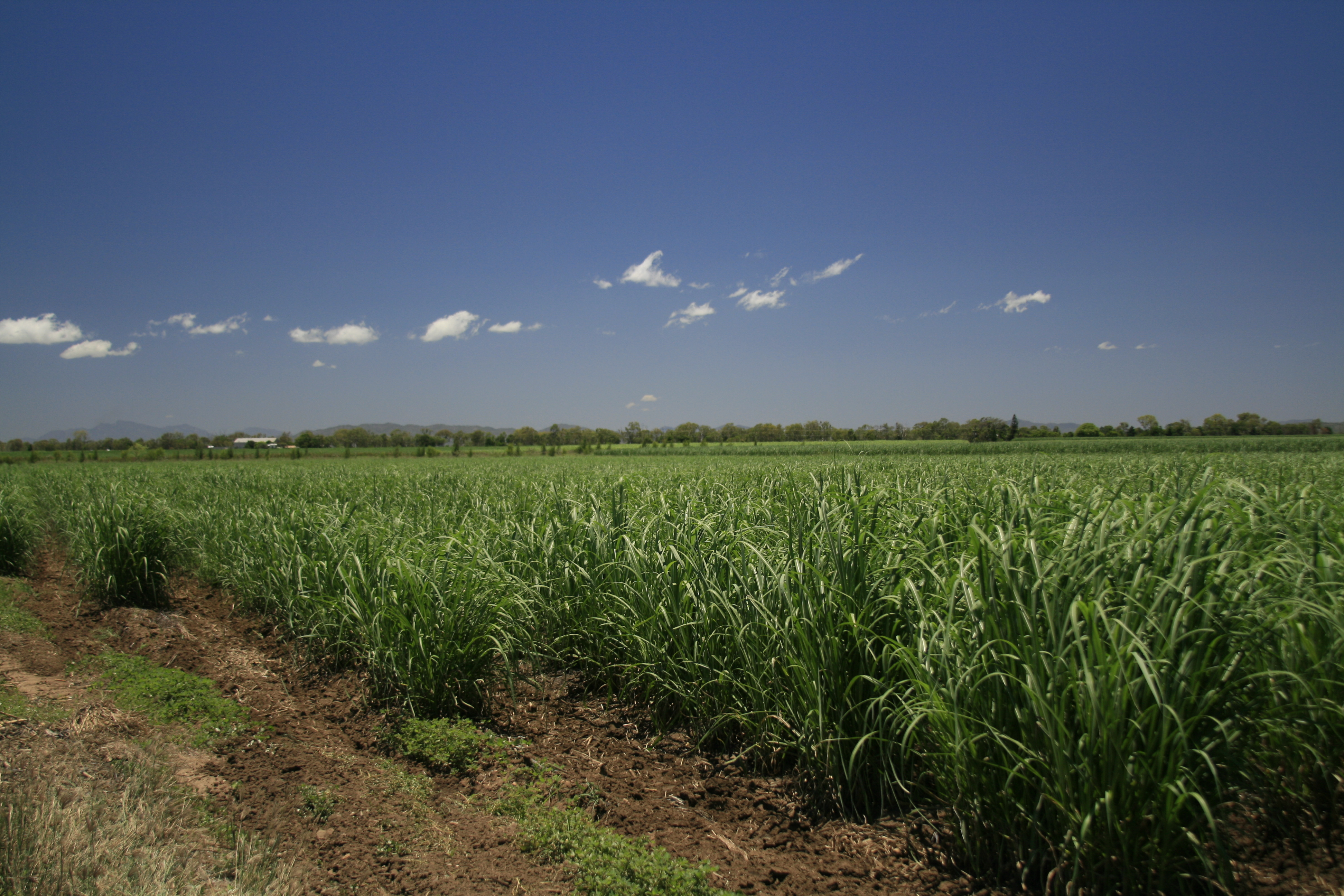
Champ de canne (Queensland).

La canne à sucre est aussi une importante production. L'Australie est le huitième producteur mondial de sucre avec une production moyenne de 4,1 millions de tonnes sur les campagnes 2008-2009 à 2010-2011. Mais cette production est très irrégulière car soumise aux aléas climatiques. Les exportations, orientées vers les marchés asiatiques, sont de l'ordre de 3 millions de tonnes ; le pays est le troisième exportateur mondial de sucre derrière le Brésil et la Thaïlande. L'essentiel de la production est concentré dans le Queensland sur la bande côtière. 
Cependant sa culture non-subventionnée (alors que les producteurs européens et américains sont largement subventionnés) a beaucoup de peine à lutter contre la production brésilienne. De plus elle est maintenant soumise à des contraintes environnementales en matière de fertilisants et pesticides, ceci en raison de la mise en place de mesures visant à protéger la Barrière de corail.

### Productions horticoles

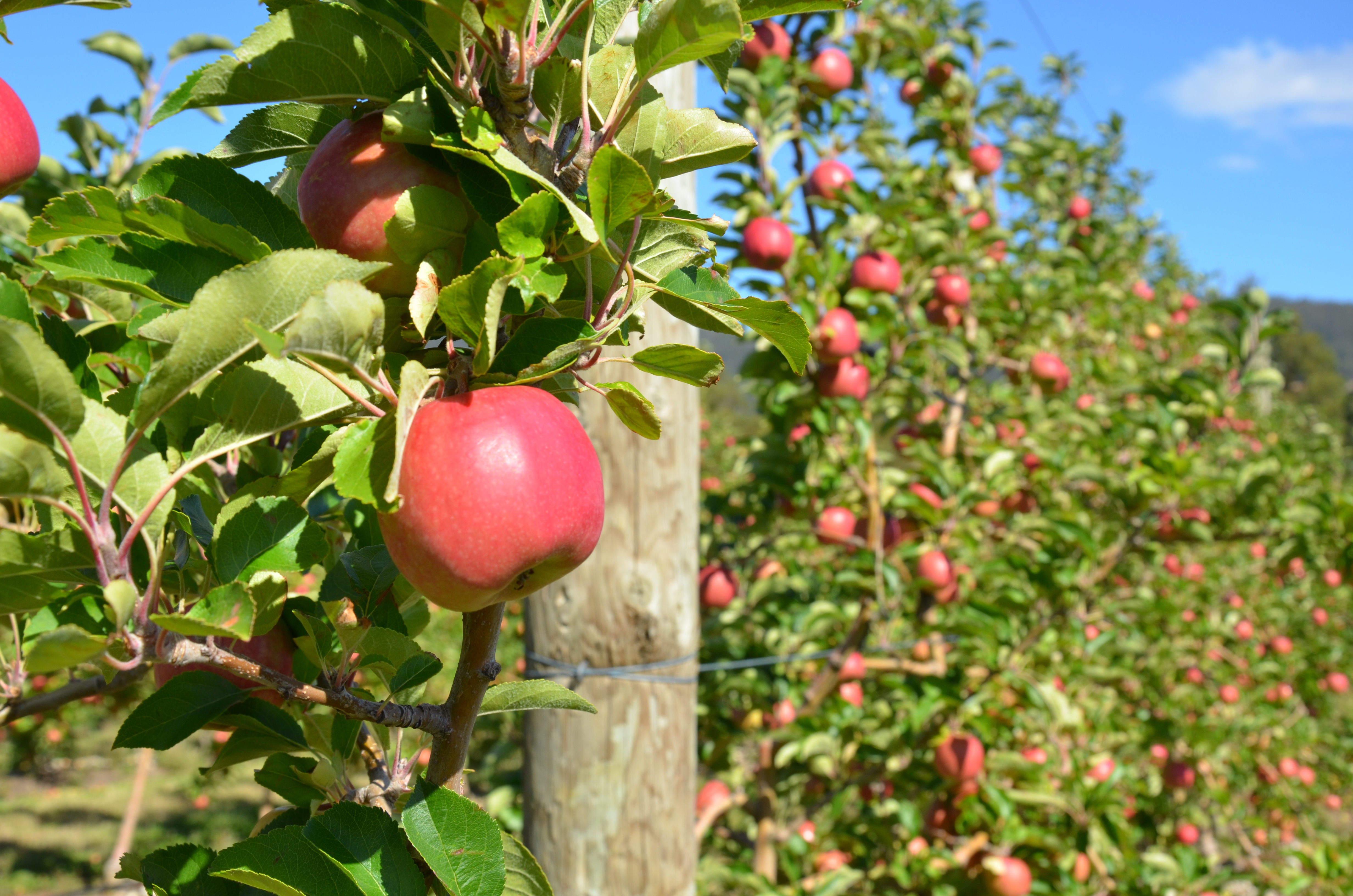
Verger de pommiers en Tasmanie.

L'Australie produit une grande variété de fruits et de légumes, essentiellement  oranges, pommes, bananes (260 000 t en 2010), châtaignes, pommes de terre, carottes et tomates. La production est de l'ordre de 4 millions de tonnes en 2014-2015.
Le Queensland et le Territoire du Nord ont développé la culture des fruits tropicaux, comme les bananes, les mangues et les ananas. 
Le secteur des cultures horticoles permet traditionnellement aux australiens d'être autosuffisants en fruits et légumes, avec un petit excédent pour l'exportation. Toutefois, le relâchement des contrôles aux frontières et l'augmentation des importations ont menacé les productions locales. Les sondages auprès des consommateurs ont montré à maintes reprises que les australiens préféraient les produits de leur terroir. Toutefois, il n'y a pas d'indication de l'origine du produit sur les étiquettes et les consommateurs croient souvent que tous les légumes et fruits frais sont australiens. 
En 2005, la société McDonald's Australia Ltd a annoncé qu'elle ne se fournirait plus exclusivement pour ses pommes de terre frites auprès des producteurs de Tasmanie et qu'elle avait passé un accord avec les producteurs de Nouvelle-Zélande. À la suite de cela, les cultivateurs de pommes de terre australiens ont lancé une campagne de sensibilisation pour exiger des informations sur le pays d'origine pour tous les produits alimentaires. Cette campagne comprenait un convoi de tracteurs passant de Tasmanie au continent par barge puis traversant le Victoria et la Nouvelle-Galles du Sud pour arriver à Canberra, la capitale fédérale. 
Certains produits bénéficient de l'absence de parasites dévastateurs sur le territoire australien ; c'est le cas des bananes ou des pommes. Toutefois, un relâchement des restrictions à l'importation pourrait introduire ces maladies dans le pays.
Par ailleurs, signalons que l'Australie est l'un des rares pays qui produit licitement de l'opium pour l'industrie pharmaceutique. Cette industrie, centrée en Tasmanie, est soumise à des contrôles stricts.

### Viticulture

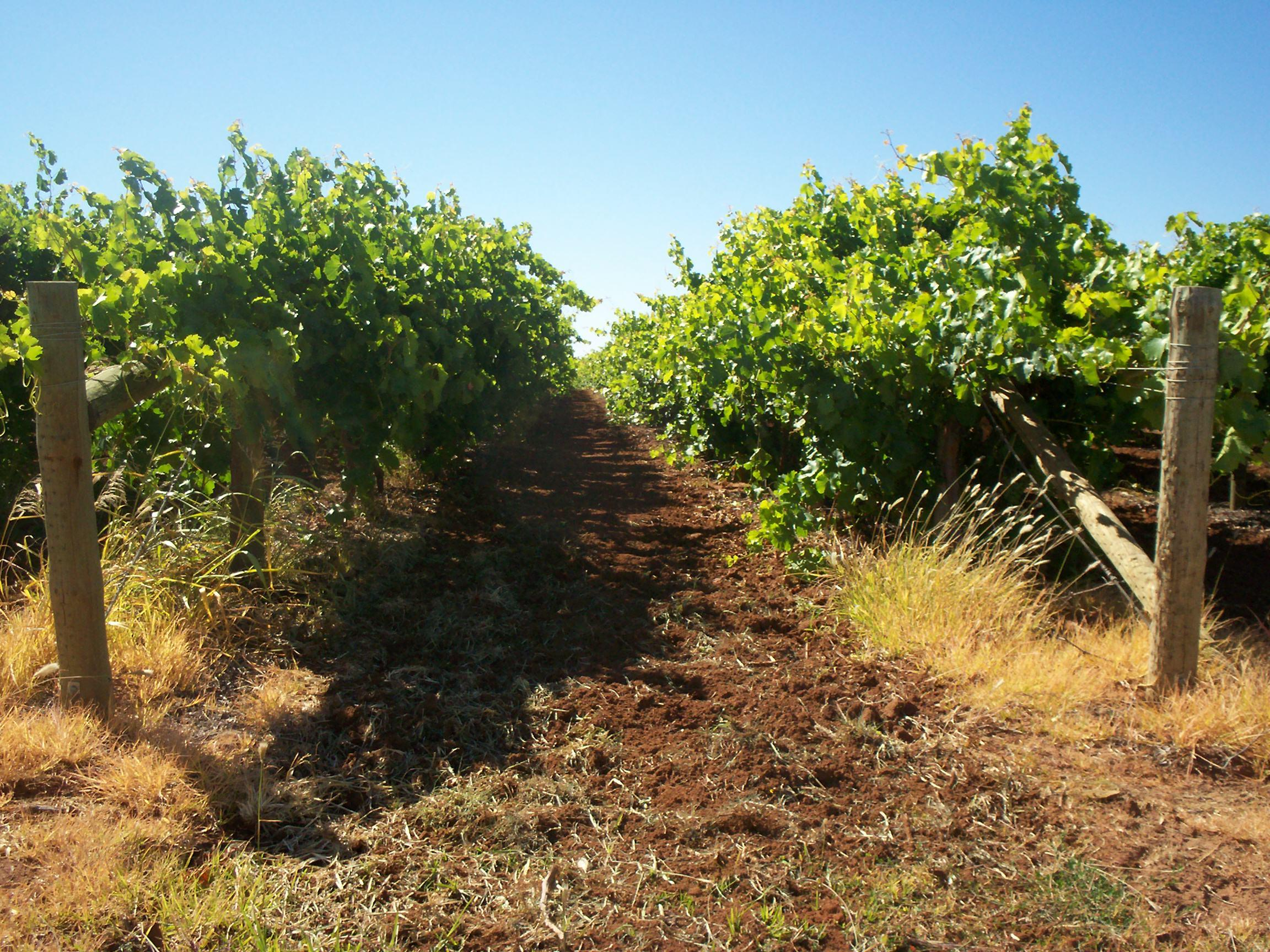
Vigne à Mildura, Victoria (décembre 2006).

L'Australie dispose d'une industrie viticole conséquente. En 2014, c'est le sixième producteur mondial avec environ 12 millions d'hl, mais loin derrière les trois premiers producteurs que sont la France, l'Italie et l'Espagne. Pour les exportations, l'Australie se situe au cinquième rang mondial ; en 2015, la valeur des exportations a atteint 2,1 milliards de dollars australiens. 
Les principales régions viticoles se situent dans la vallée Barossa en Australie méridionale, le district de Sunraysia au Victoria et en Nouvelle-Galles du Sud et la vallée Hunter en Nouvelle-Galles du Sud. Les principaux cépages cultivés sont la Syrah et le Cabernet sauvignon pour les vins rouges et le Chardonnay pour les vins blancs. 
L'industrie viticole australienne a connu une période de forte croissance durant les années 1990. Mais l'excès de plantations a généré une surproduction de vin ayant entraîné une forte baisse en valeur du produit, ce qui a mis certains vignerons, en particulier ceux sous contrat avec de grandes sociétés productrices de vin, en faillite. L'avenir de la viticulture australienne est cependant aujourd'hui moins incertain grâce au développement des exportations, notamment vers l'Asie. En 2015, la Chine (en incluant Hong-Kong) est devenu le premier importateur de vin australien devant les États-Unis et le Royaume-Uni.

## Élevage
L'élevage est l'un des secteurs les plus importants de l'agriculture australienne. C'est surtout le cas pour la production de viande bovine et de viande ovine en grande partie tournée vers l'exportation. 
En 2015, le cheptel est composé de 27,4 millions de bovins, 70,9 millions d'ovins et 2,27 millions de porcins.
Le nombre d'animaux abattus pour la consommation intérieure ou l'exportation, ou exportés vivants en 2012 est indiqué dans le tableau suivant :
| Bétail de boucherie      | en milliers de têtes ('000) |
| ------------------------ | --------------------------- |
| Bovins                   | 7 873                       |
| Bovins exportés vivants  | 683                         |
| Moutons                  | 5 175                       |
| Agneaux                  | 18 879                      |
| Moutons exportés vivants | 2 562                       |
| Porcs                    | 4 732                       |
| Volaille                 | 551 339                     |

### Production de viande bovine
Élevage bovin en Australie

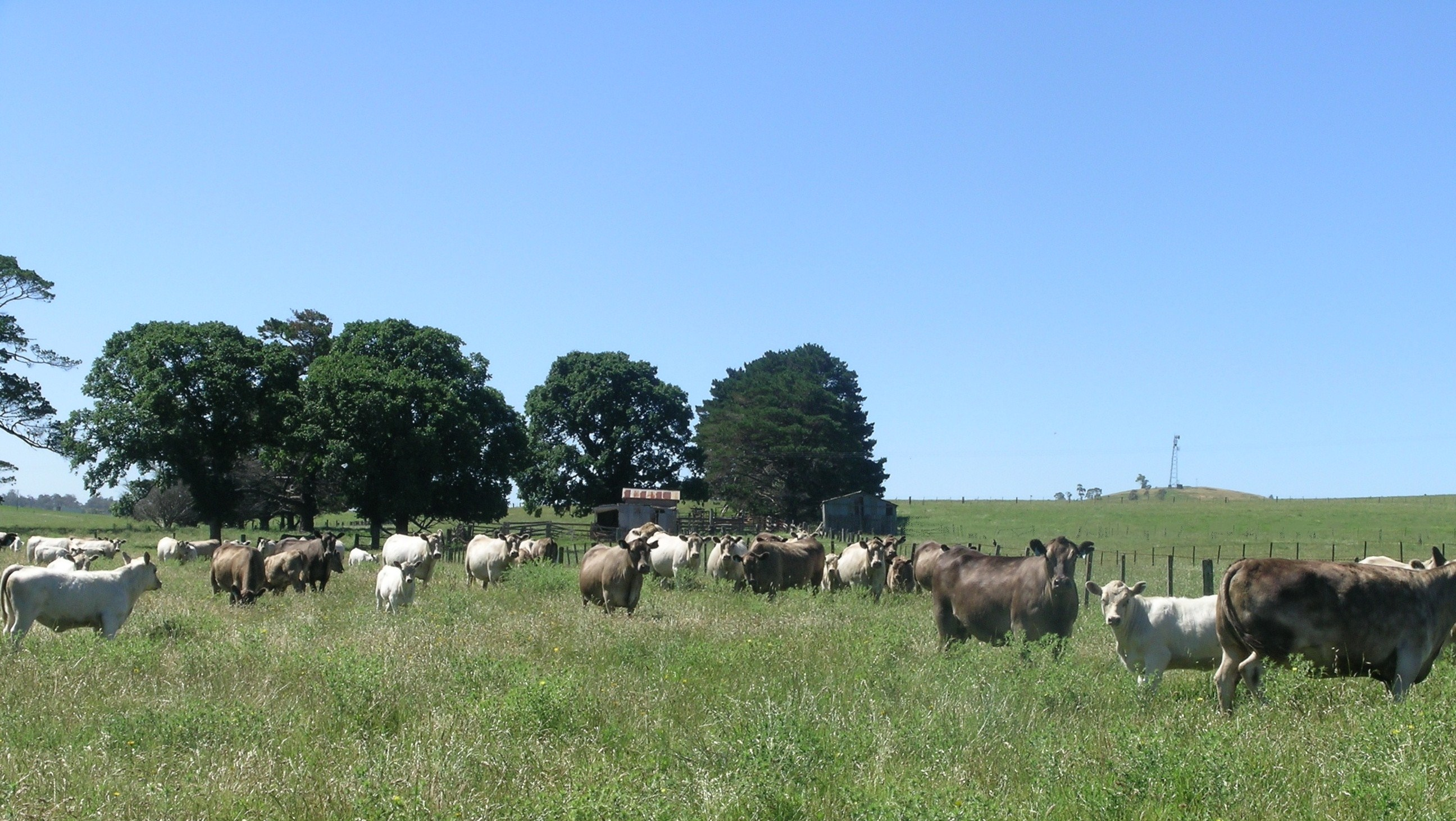
Troupeau bovin - Walcha, Nouvelle-Galles du Sud.

La viande bovine  est la plus importante ressource agricole en Australie. Le pays est le sixième producteur et surtout le deuxième exportateur mondial de viande bovine derrière le Brésil.
La production est localisée pour les deux tiers dans le Queensland et en Nouvelle-Galles du Sud.
Les systèmes de production sont de 2 types complémentaires : un système de ranching très extensif où les animaux sont nourris à l'herbe sur d'immenses paddocks et un système de feed lots où les animaux maigres sont engraissés. 
Les coûts de production peu élevés en système extensif permettent au pays de bénéficier d'avantages comparatifs à l'exportation. Plus de 60 % de la production est exportée, principalement vers le Japon, les États-Unis et la Corée du Sud. En 2012, les exportations ont été de 995 000 tonnes de carcasse et de 683 000 bovins vivants. 
La filière bénéficie par ailleurs d'un situation sanitaire favorable. Par exemple, lors de la crise sanitaire causée par l'ESB (également connu sous le nom de maladie de la vache folle) en Europe, au Canada, au Japon et aux États-Unis, l'Australie était exempte de la maladie, ce qui lui a permis de développer ses marchés à l'exportation.  
Toutefois, le pays est placé aujourd'hui en première ligne du changement climatique et doit affronter des situations répétées de sécheresse, ce qui est susceptible de pénaliser fortement la filière viande bovine.

### Production de viande ovine

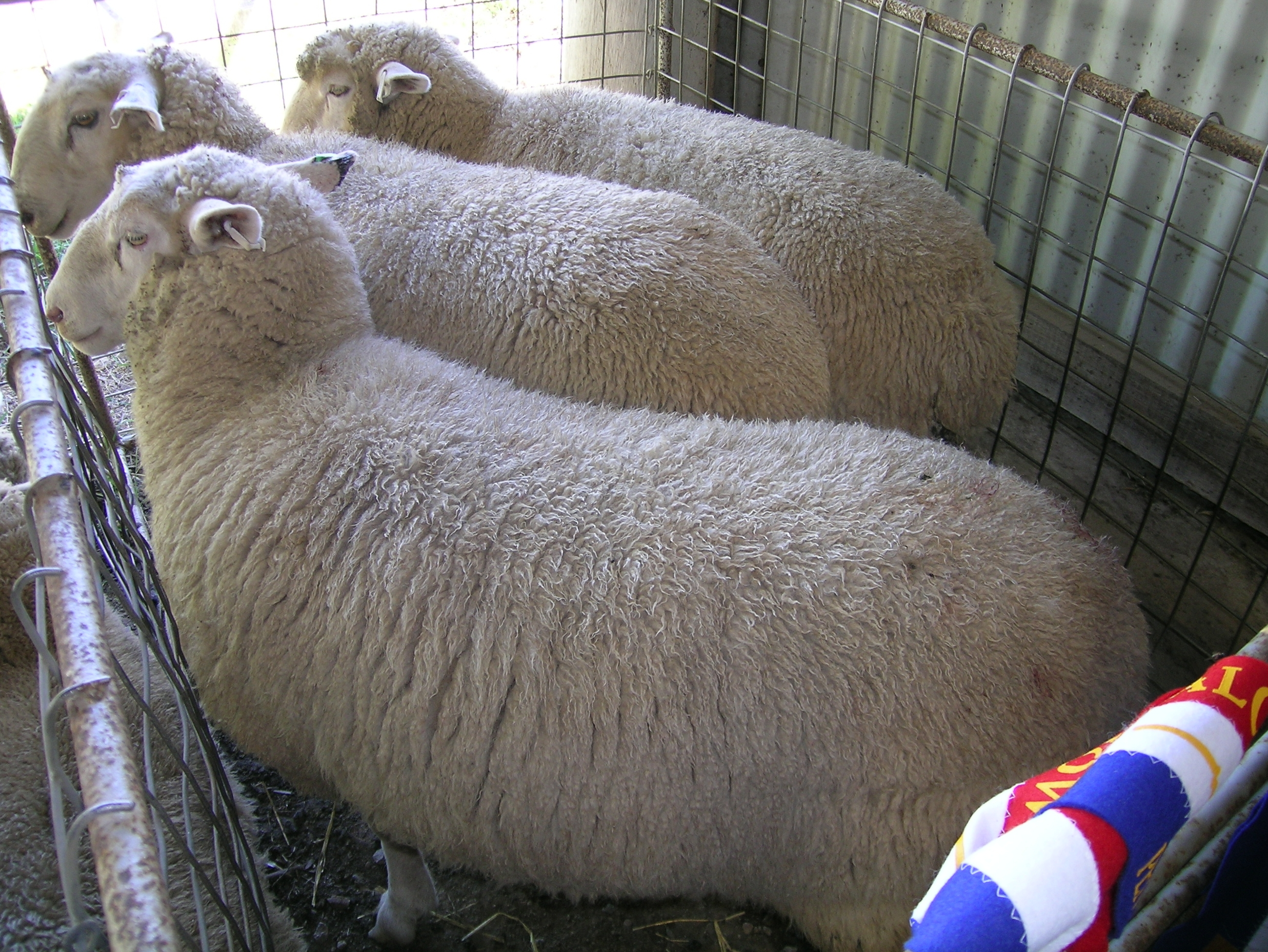
Agneaux de boucherie issus de croisements - Concours agricole à Walcha, Nouvelle-Galles du Sud.

La viande ovine est devenue un produit de plus en plus important pour l'économie australienne depuis que l'élevage du mouton s'est réorienté en grande partie de la production de laine vers la production de viande à partir des années 1990. Le cheptel autrefois constitué exclusivement d’ovins de race Mérinos a été remplacé partiellement par des animaux issus de croisements présentant des aptitudes bouchères.
La production est tournée à plus de 60 % vers l'exportation. L'Australie exporte des ovins vivants : plus de 2,1 millions ont été exportés en 2014, principalement vers les pays du Proche et du Moyen Orient. Il s'agit surtout d'animaux de réforme du troupeau lainier. Ce type d'exportation est cependant en régression ; il a été divisé par 2 depuis 2008. 
L'exportation d'animaux vivants a vu ses contrôles renforcés après que la cargaison du Cormo Express transportant 52 000 animaux fut refusée par l'Arabie saoudite en 2003, en raison de cas suspects de tremblante du mouton. Les moutons ont finalement été donnés à l'Érythrée. La couverture médiatique de l'affaire a donné lieu à des appels de militants des droits des animaux pour cesser le commerce d'exportation d'animaux vivants.
Mais cette baisse est plus que compensée par la très forte augmentation des exportations en carcasse de viande de mouton et de viande d'agneau due essentiellement à la demande chinoise qui a explosé au cours des 5 dernières années. En 2014, l'Australie est le premier exportateur mondial de viande ovine (mouton et agneau) avec plus de 470 000 tonnes d'équivalent carcasse, la Nouvelle-Zélande arrivant en deuxième position avec 400 000 tonnes environ.

### Production laitière

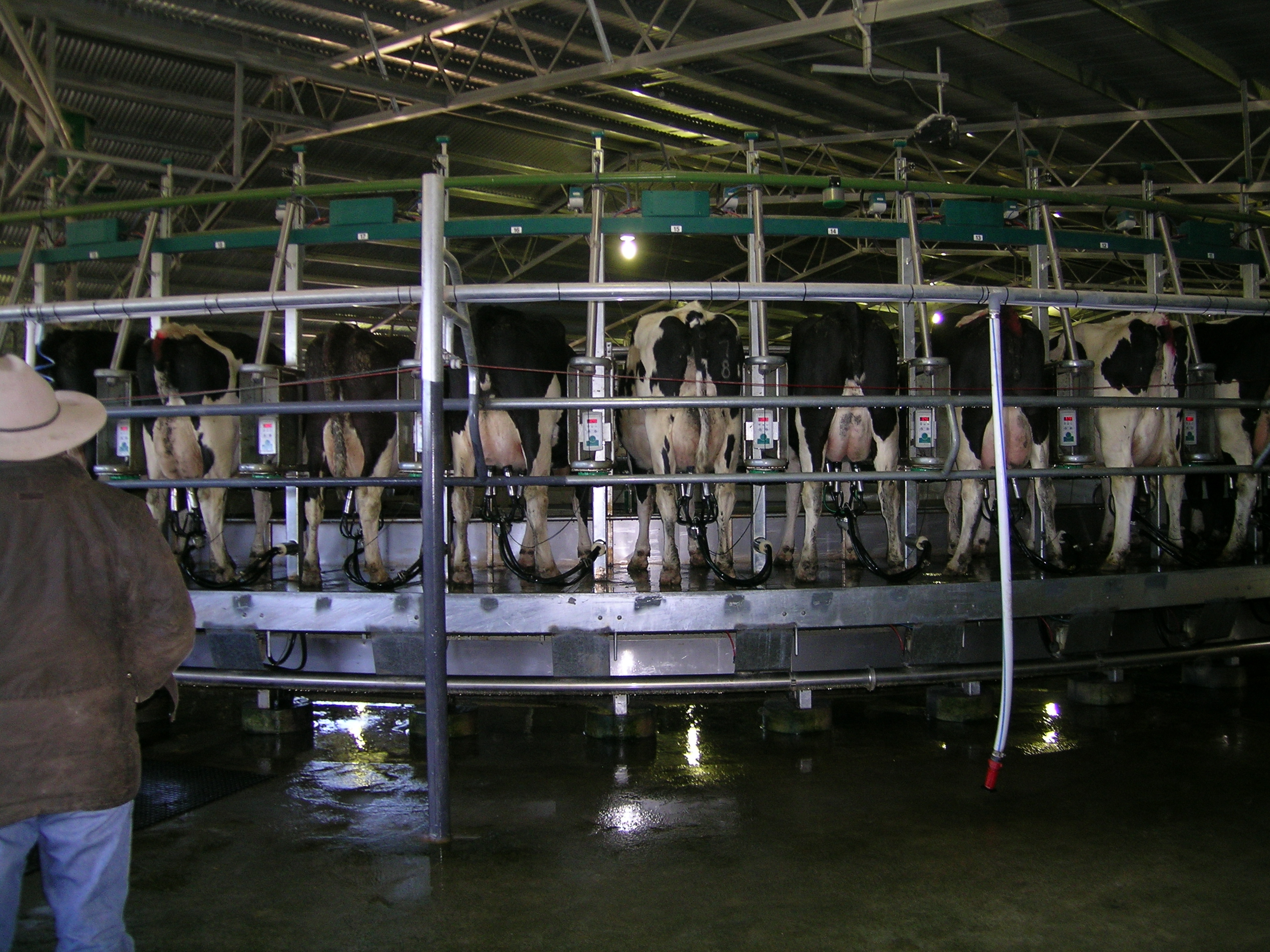
Salle de traite rotative automatisée - Northern Tablelands, Nouvelle-Galles du Sud.

Le marché intérieur du lait a été fortement réglementé jusque dans les années 1980, en particulier pour le lait frais. Cette mesure servait à protéger les petits producteurs des États du nord qui produisaient exclusivement pour le marché local. Le plan Kerin a commencé le processus de déréglementation en 1986, avec la fin de tout soutien des prix en 2000. Le marché du lait est désormais complètement  libéralisé. 
La production laitière australienne est en croissance en raison du développement des marchés d'exportation asiatiques, notamment du marché chinois. Pour la campagne 2014/2015, elle se monte à 9,73 milliards de litres. 40 % environ de cette  production est exportée sous forme de divers produits laitiers.
La production de lait est le fait d'un petit nombre de grandes exploitations : il existe seulement 6100 fermes laitières dans le pays qui détiennent 1,74 million de vaches laitières, soit en moyenne 284 vaches par exploitation. Les deux tiers sont situées dans l'état de Victoria. Il s'agit pour plus de 60 % d'animaux de race Holstein. 
Les systèmes de production sont des systèmes herbagers où on emploie peu d'aliments concentrés et où minimise les couts de production afin d'améliorer la compétitivité des entreprises. Ceci explique que la production moyenne par vache soit relativement faible (5 700 litres environ) si on la compare à celle des États-Unis ou de la France.

## Laine

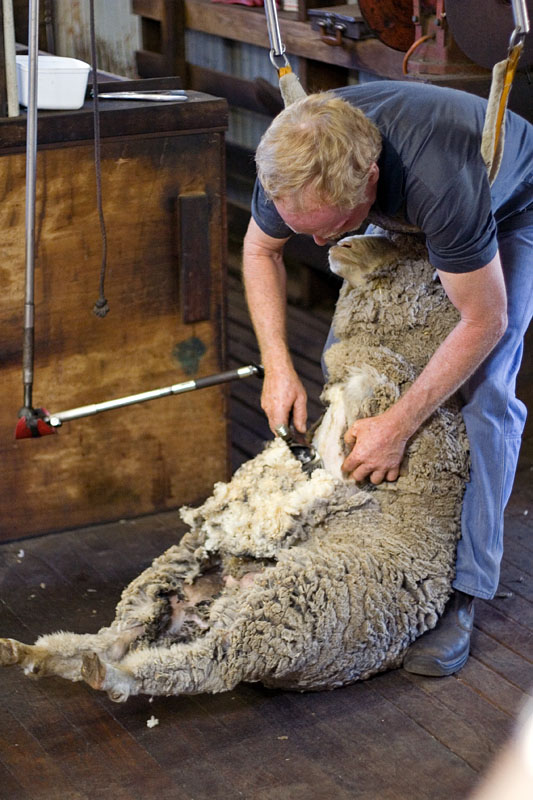
Tonte d'un mouton.

Malgré la baisse de la production depuis le début des années 1990, la laine est encore un produit important de l'agriculture australienne. L'industrie lainière australienne est largement connue comme produisant la laine la plus belle du monde à partir d'un troupeau de race mérinos sélectionné sur la qualité de sa toison. 
En 2014/2015, la production est de 346 000 tonnes de laine brute, ce qui place l'Australie au deuxième rang dans le monde après la Chine. En 1991/1992, avec 801 000 tonnes, l'Australie occupait la première place. Toutefois, elle domine toujours le secteur de la laine de qualité, produisant 50 % de la laine mérinos au monde. 
Les moutons sont élevés en Australie de manière extensive ; 36 % des troupeaux se trouvent en Nouvelle-Galles du Sud. 
La recherche et le développement de la laine sont confiées à l'"Australian Wool Innovation Limited (AWI)", une entreprise propriété des producteurs. La laine australienne est commercialisée sous le label Woolmark détenu par la "Woolmark company". Les deux sociétés sont filiales de l'"Australian Wool Services Limited", une société créée par la loi. 
L'industrie est orientée vers l'exportation. Historiquement, jusqu'à 90 % de laine australienne a été exportée. 
L'industrie a subi une baisse des ventes par diminution de la demande de fibres naturelles, par augmentation des stocks et par l'effondrement des prix sur le marché mondial. Mais dernièrement, en raison d'une demande en hausse de certains pays comme la Chine, les prix sont repartis à la hausse. 
Les organisations des droits des animaux comme PETA  (People fot the ethical treatment of animals) ont organisé une campagne de boycott de la laine australienne et de toutes les laines mérinos, pour protester contre la pratique du mulesing qui consiste à découper la peau péri-anale de l'ageau pour éviter l'apparition de myases, infection due aux larves de mouches dans les plis du postérieur du mouton.  En raison de l'attention du monde entier sur cette pratique, l'AWI a proposé de l'éliminer progressivement. Mais elle est encore pratiquée par certains éleveurs en Australie alors qu'elle a été supprimée en Nouvelle-Zélande.

## Pêche

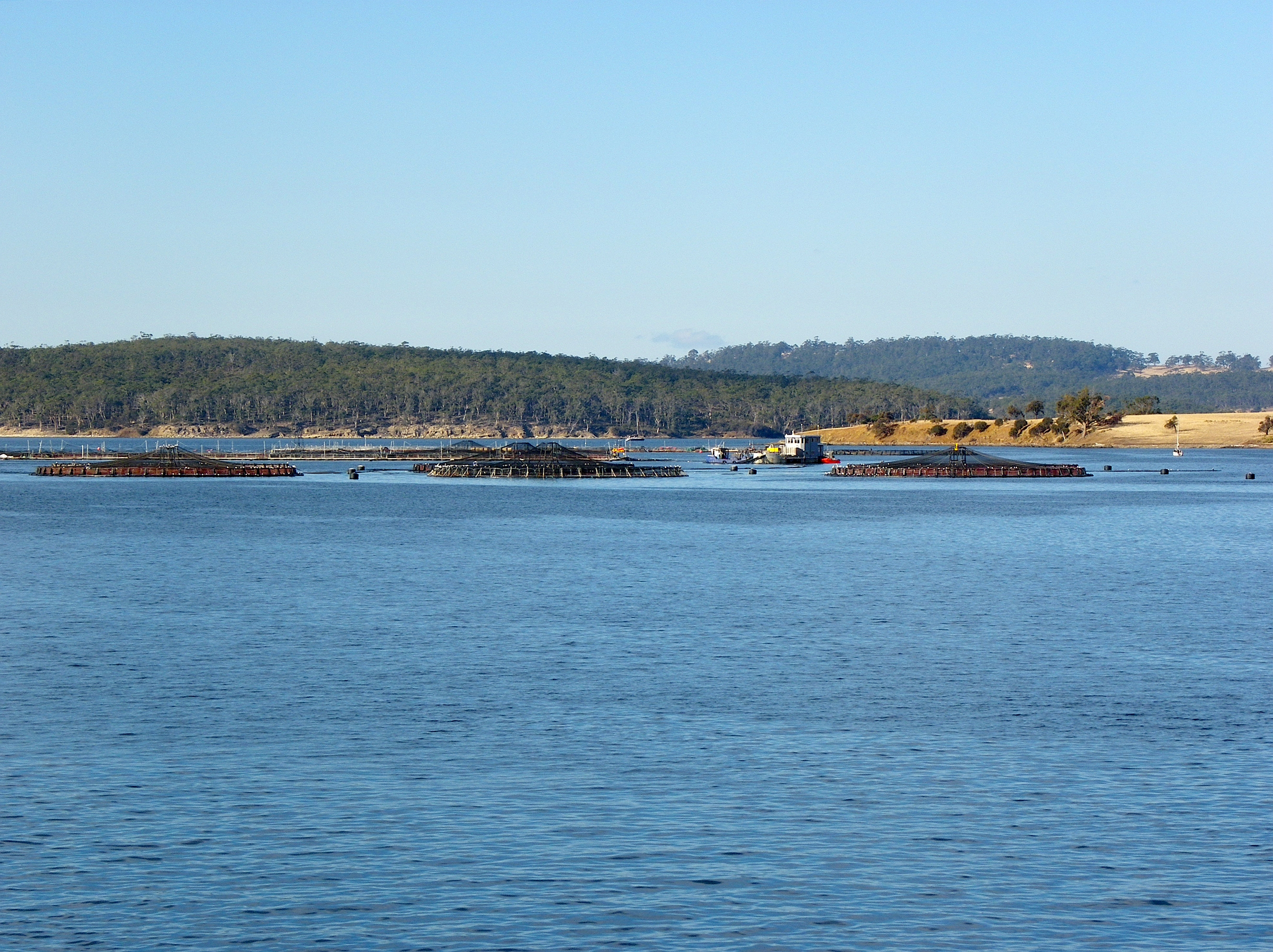
Ferme aquacole en Tasmanie.

En 2011-2012, la production des produits de la mer s’est située à 237 000 tonnes, pour une valeur de l’ordre de 2,8 milliards de dollars australiens. La part de l'aquaculture dans ce secteur de production est en constante augmentation et représente maintenant environ 38 pour cent. La valeur des exportations de produits de la pêche en 2009-2010 était de 1,25 milliard de dollars australiens. Les principaux produits de la mer exportés par l'Australie sont la langouste, les crevettes, le thon et l'ormeau.